# Jabur
El Jabur (en árabe: نهر الخابور‎, nahr al-Jābūr; en Arameo: ܢܗܪܐ ܚܒܪ, Nahro Khabur, en griego antiguo: Χαβώρας / Khabṓras, también transcrito Chaboras o Aborras), también llamado Habor o Habur es un afluente del río Éufrates que nace en el sudeste de Turquía y fluye durante 486 kilómetros por este país y por Siria hasta unirse al Éufrates. La mayor parte del año este río (y sus brazos, los ríos Aweidj, Dara, Djirdjib, Jaghjagh, Radd y Zergan) está seco. 
En la actualidad, el valle del Jabur es una región muy importante de Siria, ya que sus 16 000 kilómetros cuadrados de tierra cultivable albergan la zona que más trigo produce del país. Además, en el noreste de este río es el lugar de mayor producción de petróleo en Siria, lo que unido a las presas en construcción en los afluentes del Éufrates, convierte a esta zona en vital para el desarrollo energético de esta nación.

## Historia
Históricamente, el valle del Jabur fue un importante centro de los hurritas, que fundaron numerosos reinos en la zona, entre los que destaca el de Mitani. En la Biblia, se afirma que fue en su ribera donde se asentaron los cautivos de Israel que llevó a Mesopotamia el rey asirio Salmanasar V. 
- Datos: Q685344
- Multimedia: Khabur River / Q685344